# 恩舍尔兹维克
63°17′N 18°44′E / 63.283°N 18.733°E
恩舍尔兹维克（瑞典語：Örnsköldsvik，發音：[œɳɧœldsˈviːk]）是瑞典西诺尔兰省的一個城镇，濒临波的尼亞灣，人口約29,000。恩舍尔兹维克於1894年建立，也是第一届冬残奥会的举办地。